# Kingston Mines (Club)
Kingston Mines ist einer der ältesten und bekanntesten Blues-Clubs in Lincoln Park, Chicago, Illinois. Der Club wurde 1968 eröffnet und verfügt über zwei Bühnen, auf denen täglich, an allen 365 Tagen des Jahres, gleichzeitig von zwei Künstlern oder Gruppen Livekonzerte gespielt werden.

## Geschichte
Lenin „Doc“ Pellegrino, M.D., eröffnete den Club im Jahr 1968 in einem früheren Ladengeschäft für Maschinen als Café und Veranstaltungsort. Die Originalversion des Musicals Grease wurde im Jahr 1971 hier uraufgeführt, bevor das Musical im darauffolgenden Jahr zur Aufführung an den Broadway kam. Kingston Mines wurde im Jahr 1982 an den jetzigen Ort in 2548 North Halsted verlegt.

## Konzerte
Kingston Mines präsentiert täglich auf zwei Bühnen verschiedene Stilrichtungen des Blues, vom Delta Blues bis zum Chicago Blues. Kingston Mines gehört seit der Gründung der Pellegrino-Familie und ist der älteste ununterbrochen betriebene Bluesclub in Chicago („the oldest, continuously operating blues club in Chicago“). Blueslegenden wie unter anderem Koko Taylor, Carl Weathersby und Magic Slim spielten hier. Carl Weathersby, Linsey Alexander, Eddie Shaw, Mike Wheeler, Peaches Staten, Joanna Connor und Ronnie Hicks treten regelmäßig auf. In Kingston Mines wurden im Lauf der Zeit wiederholt Konzerte aufgezeichnet und als Live-Alben veröffentlicht.

## Auszeichnungen
Der Club wurde von der Blues Foundation im Jahr 2014 mit dem „Keeping the Blues Award for Blues Clubs“ ausgezeichnet.